# Caulokaempferia coenobialis
Caulokaempferia coenobialis là một loài thực vật có hoa trong họ Gừng. Loài này được (Hance) K.Larsen mô tả khoa học đầu tiên năm 1964.